# Monocentridae
Los peces piña son la familia monocéntridos o Monocentridae, una familia de peces exclusivamente marinos incluida en el orden Thrachichthyiformes tropicales y subtropicales de los océanos Pacífico e Índico, preferentemente entre los 30 y 300 m de profundidad. Su nombre viene del griego monos (sólo) y centris (punta afilada).

## Anatomía
Tienes grandes escamas, pesadas y similares a placas, que le dan el parecido con las piñas vegetales que les da nombre. Una espina larga y sencilla en la aleta pélvica que puede ser bloqueada erecta, así como 4 a 7 espinas gruesas en la aleta dorsal.
La mandíbula inferior tiene dos órganos fosforescentes, en los que la luz es producida por bacterias luminiscentes, órgano que aparece como de color naranja a la luz del día y azul-verde en la oscuridad, que utilizan para atraer camarones y otro zooplancton durante la noche.

## Géneros y especies
Existen sólo cuatro especies agrupadas en dos géneros:
- Género Cleidopus (De Vis, 1882)
  - Cleidopus gloriamaris (De Vis, 1882) - Pez piña australiano
- Género Monocentris (Bloch y Schneider, 1801)
  - Monocentris japonica (Houttuyn, 1782) - Pez piña japonés
  - Monocentris neozelanicus (Powell, 1938) - Pez piña neozelandés
  - Monocentris reedi (Schultz, 1956) - Pez piña chileno